# Lijst van afleveringen van On Tour
Dit is een lijst van afleveringen van de Vlaamse televisieserie On Tour.

## On Tour seizoen 1
De eerste uitzenddatum van On Tour werden er 2 afleveringen aaneen uitgezonden.
| Nr. | Titel                            | Uitzenddatum/Tijd &                                 | Plot | Liedje(s)                                                                      | Gastster(ren)  |
| --- | -------------------------------- | --------------------------------------------------- | --- | ------------------------------------------------------------------------------ | -------------- |
| 1   | On Tour                          | 5 mei 2012 9:30                                     | De Nitwits hebben een ijscowagen als toerbus, dat vinden ze maar niks, er komen ook steeds klanten die denken dat hun toerbus echt een ijsverkooppunt is. Dat vinden ze zo irritant dat ze naar de toerbus van Pop4You gaan. | Me Haces Tan Feliz (Instrumentaal)                                             |                |
| 2   | Zeg het met bloemen              | 5 mei 2012 9:30                                     | De Nitwits komen steeds in de toerbus van Pop4You ook al mogen ze daar niet zijn van hun manager. Karo krijgt een bos rozen van haar fans, alleen is ze wel allergisch voor rozen. De Nitwits proberen dit te gebruiken tegen Pop4You. |                                                                                |                |
| 3   | Prunella Nitwit                  | 6 mei 2012 9:30                                     | Omdat Pop4You een nieuw nummer hebben moet er van de Nitwits een nummer geschrapt worden wegens tijdgebrek. De Nitwits zijn het hier niet mee eens en gaan in protest. | Me Haces Tan Feliz (Instrumentaal) en Gaan (Lange versie)                      |                |
| 4   | De badkamer of doom              | 12 mei 2012 9:30                                    | In de wc van de toerbus van Pop4You stinkt het vreselijk, daardoor denken de Nitwits en Pop4You dat de wc stuk is. Dit is echter niet zo, er is alleen een tank die regelmatig geleegd moet worden, maar dat is nog nooit gebeurd. |                                                                                |                |
| 5   | In de Gloria                     | 13 mei 2012 9:30                                    | Choreografe Gloria is jarig. Karo, Daan en Sara vergeten het en proberen dat alsnog goed te maken. |                                                                                |                |
| 6   | Een nieuwe dans                  | 19 mei 2012 9:20                                    | |                                                                                |                |
| 7   | Twee Superfans nummer 1          | 20 mei 2012 9:30                                    | Nel ontmoet een mooi blond meisje genaamd Josefien, die ook een grote fan is van Pop4You, ze weet alles over Daan. Nel wordt jaloers en vertelt dit aan Karo. Samen bedenken ze een plan om Josefien uit de weg te ruimen; ze stoppen haar in een container. Maar als Daan Josefien vindt, horen Nel en Karo dat Josefien eigenlijk Daans nichtje is. |                                                                                | Ingrid Jansen  |
| 8   | De Grote Baas                    | 26 mei 2012 9:30                                    | De Nitwits zijn met hun toerbus tegen twee aanduidingspijlen gereden. Dan horen ze dat de grote baas van de studio komt, in tegenstelling tot de Nitwits gaat Pop4You extra hard repeteren. De Nitwits gaan hun kledingstijl aanpassen speciaal omdat de baas komt. Ze horen van de manager dat de baas undercover in het publiek zit, terwijl de Nitwits nog niet gerepeteerd hebben. Het concert van de Nitwits was vreselijk. Gelukkig voor hen is de baas verkeerd gereden, door de pijltjes waar de Nitwits aan het begin van de aflevering tegenaan zijn gereden. |                                                                                |                |
| 9   | De eerste kus                    | 27 mei 2012 9:30                                    | Omdat de baas heeft gespaard op de verwarming zijn de leden van Pop4You en de Nitwits verkouden. De Nitwits blijven binnen omdat ze bang zijn dat ze iemand aansteken | 1 Kus                                                                          |                |
| 10  | Ufo's                            | 2 juni 2012 9:30                                    | Pop4You en de Nitwits lopen te speculeren of Aliens nu eigenlijk wel bestaan. Jimmie probeert de rest ervan te overtuigen dat dit wel zou moeten omdat het helal wel heel erg groot is. Dat zien ze lichten en een gedaante door de ramen heen. Later blijkt dit een uit het circus ontsnapte aap en de Buschauffeur te zijn. |                                                                                |                |
| 11  | De hemelse Hells Angels          | 3 juni 2012 11:00 (in verband met On Tour Marathon) | Dean krijgt een klap op zijn hoofd en raakt daardoor zijn geheugen kwijt. Hij denkt daardoor dat hij geen zanger maar een timmerman is. Tijdens zijn werkzaamheden als timmerman valt hij van een trap waardoor Dean opnieuw een klap krijgt, zijn geheugen is daardoor weer terug. |                                                                                | Dean Delannoit |
| 12  | FC Losers                        | 9 juni 2012 9:30                                    | De Nitwits en Daan kijken voetbal, en superfan Nel dient als antenne. Dan beginnen de Nitwits op te scheppen hoe goed zij vroeger waren in FC Nitwits. Dan vraagt Nel waarom zij zelf niet eens gaan voetballen in plaats van voor de tv te hangen. De Nitwits vinden dit een goed idee, Pop4You tegen de Nitwits, maar bedenken uiteindelijk dat de Jongens tegen de Meisjes nog leuker kan zijn. Billie is de scheidsrechter. De meisjes winnen met 10-0. |                                                                                |                |
| 13  | De grens                         | 10 juni 2012 9:30                                   | Pop4You wordt het zat dat de Nitwits alsmaar in de toerbus van Pop4You zitten en hun spullen gebruiken. Beide besluiten daarom om een grens tussen de toerbus te maken. Als ze het toch doen, krijgen ze een strafpunt. Superfan Nel houdt bij of dit niet gebeurt en houdt ook de score bij. Uiteindelijk eindigt het in een gelijke stand en besluiten ze de grens maar op te heffen. |                                                                                |                |
| 14  | Zoals de drummer thuis tikt      | 16 juni 2012 9:30                                   | De Nitwits spelen in hun thuisplaats. Pop4You hebben een verrassing voor de Nitwits, Die denken hier natuurlijk meteen pessimistisch over. Daarom bedenken ze dat Jimmie een blindedarmontsteking heeft. Dit omdat hij goed kan acteren. Zo dat ze het optreden en de verrassing dus kunnen ontlopen. Dit vinden ze niet genoeg, ze saboteren de stroom in de concertzaal zodat ook Pop4You niet kan optreden. Dan komt de baas terug met Jimmie van het ziekenhuis, de verzekering betaalt alles en Jimmies blindedarm is dik in orde. Dan horen ze van de baas dat zij de hoofdact zijn en Pop4You het voorprogramma. Hun optreden gaat natuurlijk mis omdat de stroom is gesaboteerd. | The Nitwits - Als je alles geeft (Esta Vida Es Una Carrera) (Na de uitzending) |                |
| 15  | Episode in D-Groot               | 17 juni 2012 9:30                                   | De vader van Daan belt op, hij vindt de muziek van Pop4You herrie en vindt dat Daan op een klassieke muziekschool moet in London van het Verenigd Koninkrijk, Daan vindt dit natuurlijk helemaal niks. Tegelijkertijd bedenken de Baas,The Nitwits en de andere leden van Pop4You hoe het dan verder moet zonder Daan. Dan geeft Daan nog een afscheidsoptreden, de vader ziet in dat Daan hier toch het gelukkigst is en staakt zijn plannen. |                                                                                |                |
| 16  | De eerste kus                    | 23 juni 2012 9:30                                   | Na een grap van de Nitwits, als Pop4You op het podium staat, is er veel schade. Niet alleen aan de apparatuur, maar ook het imago van Pop4You. De Nitwits en Pop4You moeten dit op zien te knappen en geven een concert, waarbij Jimmie en Karo moeten kussen. Maar dit gaat mis op het podium en Jimmie wordt doof. |                                                                                |                |
| 17  | Doof                             | 24 juni 2012 9:30                                   | Jimmie heeft bij een optreden te dicht bij de luidsprekers gestaan, hij hoort daarom niet meer zo goed. De Nitwits bedenken hoe ze dat kunnen oplossen. |                                                                                |                |
| 18  | De zaak Manneken Pis             | 30 juni 2012 9:30                                   | Er is een chocolademanneke Manneken Pis waarvan steeds lichaamsonderdelen worden gestolen. Daan wordt hiervan verdacht omdat hij in zijn jeugd altijd gek was op chocola, er wordt door Pop4You en de Nitwits een rechtszaak gehouden. Net op tijd levert superfan Nel bewijs dat Billie en Willie de lichaamsdelen hebben gestolen. |                                                                                |                |
| 19  | Pizza                            | 1 juli 2012 9:30                                    | |                                                                                |                |
| 20  | Jos komt los                     | 7 juli 2012 9:30                                    | |                                                                                |                |
| 21  | Zombies, Aliens en Ruimteridders | 8 juli 2012 9:30                                    | |                                                                                |                |
| 22  |                                  | 14 juli 2012 9:30                                   | |                                                                                |                |
| 23  |                                  | 15 juli 2012 9:30                                   | |                                                                                |                |
| 24  |                                  |                                                     | |                                                                                |                |
| 25  |                                  |                                                     | |                                                                                |                |
| 26  |                                  |                                                     | |                                                                                |                |